# Centre-Nord
Centre-Nord är en administrativ region i norra Burkina Faso. Befolkningen uppgår till cirka 1,3 miljoner invånare, och den administrativa huvudorten är Kaya. Arean är 19 829 kvadratkilometer. Centre-Nord gränsar till Sahel, Est, Centre-Est, Plateau-Central och Nord.
Större samhällen i Centre-Nord är Boko, Tanguen, Boulyèndé och Tanguen.

## Administrativ indelning
Regionen är indelad i tre provinser:
- Province du Sanmatenga
- Province du Namentenga
- Province du Bam

Dessa provinser är i sin tur indelade i sammanlagt 28 departement (dessa fungerar samtidigt som kommuner).